# Outwitted by Billy
Outwitted by Billy è un cortometraggio muto del 1913 diretto da Edward J. Le Saint.

## Produzione
Il film fu prodotto dalla Selig Polyscope Company.

## Distribuzione
Distribuito dalla General Film Company, il film - un cortometraggio in una bobina - uscì nelle sale cinematografiche statunitensi il 21 novembre 1913.